# Massimo Bubola
Massimo Bubola (Terrazzo, 15 marzo 1954) è un cantautore, scrittore e produttore discografico italiano. Fra le sue collaborazioni è noto il lungo e proficuo sodalizio con il cantautore Fabrizio De André, con il quale ha scritto alcuni celeberrimi brani; significative anche le collaborazioni con Fiorella Mannoia, i Gang, Mauro Pagani e altri.

## Biografia
Nasce in Veneto da padre veronese (di origine istriana di Umago), insegnante di lettere, e madre padovana.
Inizia giovanissimo a scrivere canzoni, e dopo averle fatte ascoltare a molti discografici suscita l'attenzione di Antonio Casetta, che gli propone un contratto per la sua casa discografica, la Produttori Associati, inizialmente come autore e musicista; il primo lavoro è con un altro cantautore veneto noto negli anni sessanta, Pino Donaggio, per il quale nel 1976 suona l'armonica a bocca in un suo disco, Certe volte..., e scrive il suo primo testo inciso, su musica di Donaggio, la canzone Naturale.
Qualche mese dopo Bubola pubblica il primo album a suo nome, Nastro giallo, con cui si fa conoscere anche da Fabrizio De André, che gli propone di scrivere assieme alcuni brani: nasce quindi la collaborazione con il cantautore genovese, inaugurata con il disco Rimini (1978), del quale Bubola è coautore in tutti i brani.
Nell'anno successivo all'uscita di Rimini, Bubola realizza il suo secondo album da solista: Marabel, per la Philips, prodotto da Antonello Venditti.
La collaborazione con De André continua nel 1980 con Una storia sbagliata, brano scritto come sigla di un documentario-inchiesta sulla morte di Pier Paolo Pasolini, e nel 1981 con la realizzazione dei brani per l'album Fabrizio De André, e nella seguente tournée. Quindi le strade artistiche dei due (ma non quelle personali) si dividono per qualche anno, quando Bubola è impegnato nella sua "letteratura rock" (già iniziata tra il suo primo e secondo album), mentre l'artista genovese si sposta sul Mediterraneo con Mauro Pagani per realizzare Creuza de mä. I tre musicisti si ritrovano a lavorare insieme nel 1990, alla stesura della canzone Don Raffae'. Il brano, arrangiato in origine a tempo di tarantella, è stato negli anni riproposto da Bubola stesso con nuove vesti sonore, prima in chiave blues e poi anche in una versione mambo.
Sempre nel 1981, prima che con l'album Fabrizio De André, il binomio fra i due segue anche in Tre rose, album di Bubola nel quale De André ricopre il ruolo di direttore artistico e produttore per la sua etichetta Fado. Al cast partecipano anche Cristiano De André e Dori Ghezzi ai cori, oltre a Mauro Pagani al flauto. Il brano Senza famiglia è tra i successi del Festivalbar di quell'anno, durante il quale riceve da Vittorio Salvetti il Telegatto di Sorrisi e Canzoni come personaggio rivelazione dell'anno.
Oltre alle lunghe collaborazioni con altri colleghi, Bubola continua a scrivere brani per i propri album: Massimo Bubola (1982), Vita, morte e miracoli (1989), e nel 1994 Doppio lungo addio, prodotto da Piero Fabrizi, che lo riporta all'attenzione del grande pubblico. Il disco contiene il singolo Ali Zaza nel quale Massimo, dopo Don Raffaè, torna a trattare il tema della malavita e racconta la storia, dall’ascesa fino alla caduta di un baby- killer, lasciando in sospeso l'esito dell'ultima sparatoria, nella quale il boss avrebbe dovuto essere giustiziato.
In particolare, dopo Tre rose, nel 1983 la sua carriera musicale subisce una fase di arresto, nel momento in cui comincia a lavorare più decisamente su una sintesi tra poesia e rock nel contesto italiano, secondo quanto si fa oltreoceano e in altri paesi d'Europa: in questa fase Bubola si dedica alla scrittura e all'attività giornalistica. Nel 1995 è la volta di Amore e guerra, dove esegue ex novo diversi brani scritti e composti da lui e già interpretati da altri artisti.
La prolifica produzione da solista di Bubola lo porta a comporre negli anni Mon trésor (1997) e Diavoli e farfalle (1999). Nel 2001 venne ristampato Massimo Bubola e il primo doppio album live Il Cavaliere Elettrico - vol. I & II. Il terzo volume del live esce l'anno successivo.
Dopo aver tradotto e adattato varie canzoni dall'inglese nella sua carriera artistica (fra le quali Avventura a Durango con De Andrè, da Romance in Durango di Bob Dylan), nel 2000 cura per Sperling & Kupfer la traduzione in italiano dell'opera omnia di Patti Smith, dal titolo Patti Smith. Complete.
All'inizio del 2004 pubblica il decimo album in studio, Segreti trasparenti, il primo realizzato con la collaborazione di Michele Gazich (violinista e compositore). È un album denso di suoni folk-rock che segnano il rinnovato connubio fra la canzone d'autore e la musica tradizionale italiana. Fra le canzoni dell'album: La sposa del diavolo in cui Michele Gazich è coautore della musica, Specialmente in gennaio (dedicata allo stesso De André), La fontana (e la domenica) e Tutto è legato. Alla fine dello stesso anno, esce Il Cavaliere Elettrico - vol. IV, raccolta di esibizioni in pubblico dell'artista.
Nell'autunno 2005 Massimo Bubola porta a compimento Quel lungo treno, prodotto con Simone Chivilò e ancora una volta con il violinista Michele Gazich, con il quale cura la musica di "Noi veniam dalle pianure" e gli arrangiamenti. Concept album sulla prima guerra mondiale, che lo vede riarrangiare in chiave folk-rock canti tradizionali alpini (quali Il disertore, Monte Canino, Ponte de Priula, Era una notte che pioveva, ecc.) e scrivere pezzi inediti ispirati agli avvenimenti del 1914-1918 (che videro coinvolti i prozii del musicista, Ottorino e Antonio, a quali il disco è dedicato).

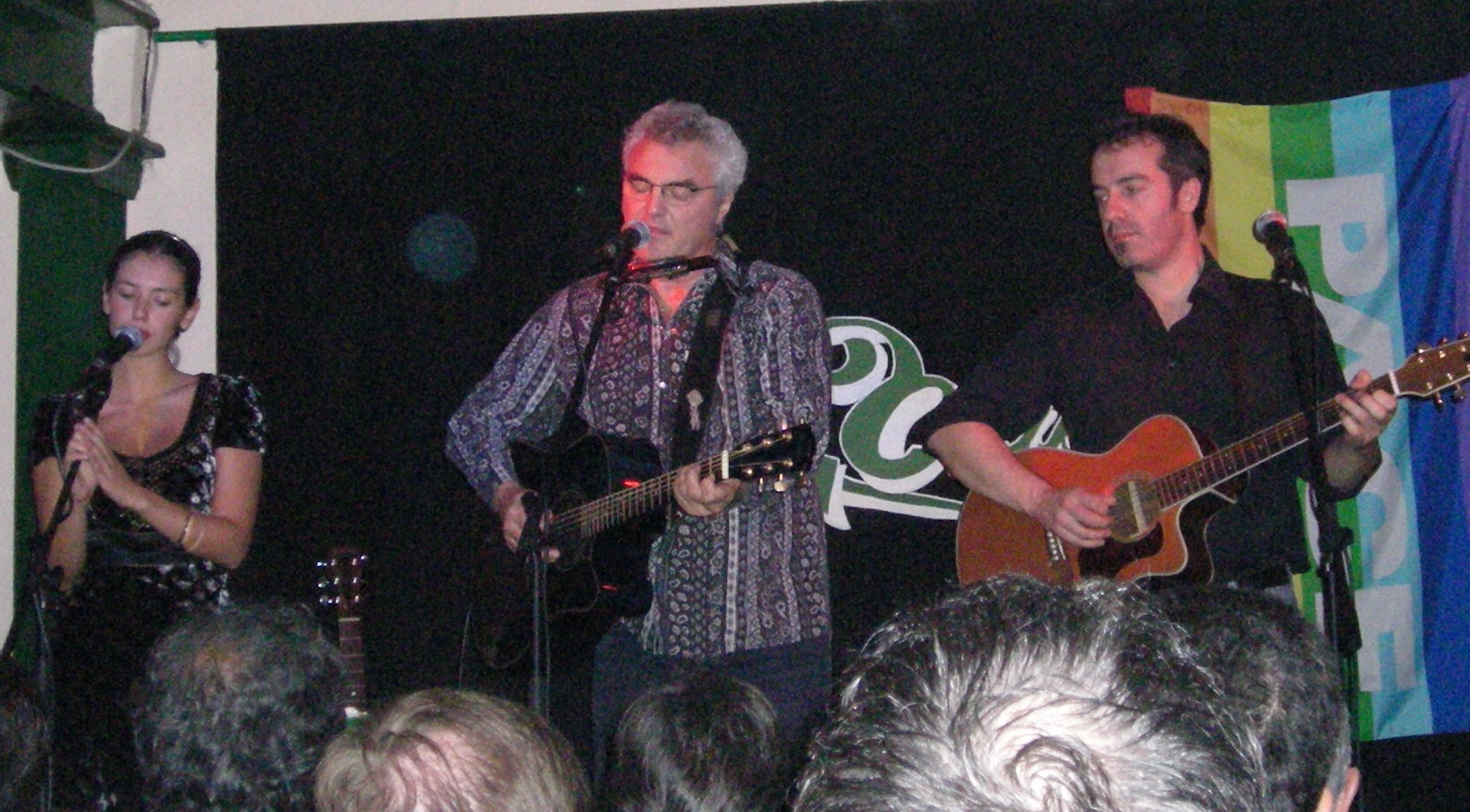
Massimo Bubola al Folkclub di Torino (11 ottobre 2008).

Nella primavera 2006 esce Neve sugli aranci, terza opera prodotta insieme a Michele Gazich; si tratta di un libro con un cd che comprende otto poesie musicate, tre lettere, due canzoni e un racconto irlandese; un'opera sui "paesaggi dell'anima", a metà strada tra poesia e musica, letteratura e note.
Nel mese di aprile 2008 esce Ballate di terra & d'acqua, che include undici brani legati alla profondità e alle radici delle storie di terra e alla trasparenza e fluidità delle storie d'acqua. È un disco di rock d'autore che mette in fila ballate come Sto solo sanguinando, Cambiano, Un angelo alla mia porta.
Nel 2009 si sposa con Erika Ardemagni, corista e addetta stampa del cantautore da alcuni anni.
Sempre nel 2009 realizza un album insieme con Andrea Parodi, Massimiliano Larocca e Jono Manson, con la denominazione Barnetti Bros Band, intitolato Chupadero! (dalla città del Nuovo Messico in cui vive il cantautore newyorkese e in cui l'album è stato registrato).

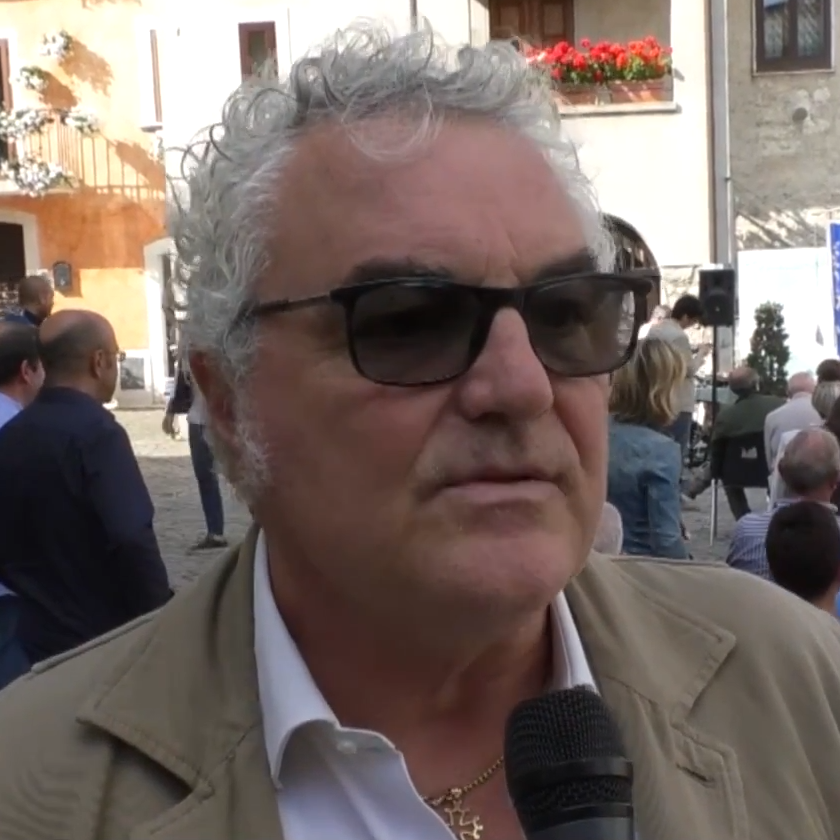
Massimo Bubola nel 2018

Il 22 gennaio 2013 esce il nuovo disco con 11 brani inediti In alto i cuori. Nello stesso anno partecipa al progetto di canzoni istantanee in cui racconta e riflette su episodi di cronaca con la sua consueta scrittura incisiva e toccante
Nel 2015 si candida alle Elezioni regionali in Veneto del 2015 nella lista "Moretti Presidente" a sostegno della candidata presidente del Pd, Alessandra Moretti.
Nel 2015 l'Associazione "Civilia - Cultura, parole e musica" gli assegna il Premio Civilia - Canzone d'Autore.
Nel 2017 pubblica con Sperling & Kupfer il libro Ballata senza nome, che riceve una menzione della giuria al Premio Mario Rigoni Stern 2018.
Oltre che con De André, Bubola ha collaborato con altri nomi della musica italiana, fra i quali: Milva, i Gang, Mauro Pagani, Fiorella Mannoia (celebre interprete del suo brano Il cielo d'Irlanda), Cristiano De André, Estra, Kaballà, Grazia Di Michele, Tosca, Aida Cooper, Adriano Pappalardo.
È un tifoso della squadra di calcio dell'Hellas Verona, per la quale ha scritto C'è del giallo e del blu.

## Discografia

### Album in studio
- 1976 - Nastro giallo
- 1979 - Marabel
- 1981 - Tre rose
- 1982 - Massimo Bubola
- 1989 - Vita, morte e miracoli
- 1994 - Doppio lungo addio
- 1996 - Amore e guerra
- 1997 - Mon trésor
- 1999 - Diavoli e farfalle
- 2001 - Giorni dispari (Ristampa)
- 2001 - Il cavaliere elettrico - Live vol. I & II
- 2002 - Il cavaliere elettrico - Live vol. III
- 2003 - Niente passa invano - Concerti 1997/2002 (raccolta)
- 2004 - Segreti trasparenti
- 2004 - Il cavaliere elettrico - Live vol. IV
- 2005 - Quel lungo treno
- 2007 - Neve sugli aranci
- 2008 - Ballate di terra & d'acqua
- 2008 - Dall'altra parte del vento
- 2009 - Chupadero!
- 2010 - Romagna nostra
- 2013 - In alto i cuori
- 2014 - Il testamento del capitano
- 2015 - Da Caporetto al Piave

### Singoli
- 1976 - I miei perché/Spalle dolci
- 1979 - Chi ruberà/Bar dei cuori infranti
- 1981 - Senza famiglia/Voglio andare al mare
- 1981 - Senza famiglia/Tiro un'arancia in cielo
- 1982 - Spezzacuori/Regina di cuori
- 1983 - Il cielo non cadrà/Canzone dolcissima
- 1994 - Un sogno di più
- 1994 - Alì Zazà
- 1996 - Johnny lo zingaro
- 1997 - Ma non ho te
- 2000 - Il pendolo
- 2001 - Il cielo d'Irlanda
- 2002 - Piove col sole
- 2024 - Sassi che parlano (Alla città di Matera)
- 2025 - Amo le giornate vuote

### Collaborazioni
- 1978 - Rimini (di Fabrizio De André)
- 1979 - Ondina (di Carlo Siliotto)
- 1980 - Una storia sbagliata/Titti (singolo di Fabrizio De André)
- 1981 - Fabrizio De André (di Fabrizio De André)
- 1987 - Cristiano De André (di Cristiano De André)
- 1988 - Milva (di Milva)
- 1988 - Vinti e vincitori (di Aida Cooper)
- 1988 - Sandy/Calci in culo (singolo di Adriano Pappalardo)
- 1990 - L'albero della cuccagna (di Cristiano De André)
- 1990 - Petra lavica (di Kaballà)
- 1990 - Le nuvole (di Fabrizio De André)
- 1991 - Le radici e le ali (dei Gang)
- 1991 - Passa la bellezza (di Mauro Pagani)
- 1991 - Grazia Di Michele (di Grazia Di Michele)
- 1992 - Canzoni con il naso lungo (di Cristiano De André)
- 1992 - I treni a vapore (di Fiorella Mannoia)
- 1992 - Rock in Italia (di Massimo Priviero)
- 1993 - Storie d'Italia (dei Gang)
- 1994 - Gente comune (di Fiorella Mannoia)
- 1994 - La musica che mi gira intorno (di Mia Martini)
- 1994 - Song for Freedom Coalition Hokahay! (dei Fratelli di Soledad)
- 1995 - Cattive compagnie (di Cattive Compagnie)
- 1996 - Angelo Baiguera (di Angelo Baiguera)
- 1996 - Metamorfosi (Estra) (di Estra)
- 1997 - Incontri e paesaggi (di Tosca)
- 1997 - Alterazioni (di Estra)
- 2019 - Lampi sulla pianura (di Lucia Miller)

## Videografia
- 2010 - Live in Castiglione

## Libri
- Massimo Bubola, Rapsodia delle terre basse, Gallucci, 2009. ISBN 9788861450264
- Massimo Bubola, Volta la carta, Gallucci, 2006. ISBN 9788888716862
- Massimo Bubola, Ballata senza nome, Sperling & Kupfer, 2017. ISBN 9788893420297
- Massimo Bubola, Sognai talmente Forte, Mondadori, 2022. ISBN 9788804722311